# Баффало Сейбрз
«Ба́ффало Сейбрз» (англ. Buffalo Sabres) — профессиональный хоккейный клуб, выступающий в Национальной хоккейной лиге. Базируется в городе Буффало, штат Нью-Йорк, США.

## История
До появления команды «Баффало Сейбрз» в НХЛ, в городе базировался клуб «Баффало Бизонс» который играл с 1940-х по 1970-е годы в АХЛ и был пять раз чемпионом Кубка Колдера в 1943, 1944, 1956, 1963 и 1970 годах и занял второе место в 1948, 1951, 1955, 1959 и 1962 годах. «Бизоны» сыграли свой последний сезон в 1969-70 годах, после чего был образован новый клуб.
Клуб «Баффало Сейбрз» был основан  братьями Сеймуром и Норсрупом Ноксами. Первым делом Ноксы пригласили на пост генерального менеджера и главного тренера Джорджа Имлаха. За свою тренерскую карьеру Имлах четырежды брал Кубок Стэнли (1962, 1963, 1964, 1967), ещё два раза его «Торонто» играл в финале плей-офф (1959 и 1960).
В июне 1970 года «Баффало» получил первый драфт-пик на драфте новичков. Воспользовавшись этим правом выбора, был задрафтован Жильбер Перро, игравший за юниорскую команду «Монреаль Канадиенс». Молодой центрфорвард забил за первый сезон 38 голов, был признан лучшим новичком года и получил «Колдер Трофи». Ещё один воспитанник «Канадиенс», Рик Мартен, был выбран «Баффало» на следующем драфте.
В сезоне 1971/72 у «Питтсбурга» был приобретён форвард Рене Робер. Имлах свел молодых игроков в одну тройку. Звено Мартен — Перро — Робер, прозванное болельщиками «The French Connection» (что является отсылкой к популярному в то время фильму «Французский связной») в начале 70-х было одно из самых забивающих в НХЛ. Ворота «Клинков» защищал голкипер Роже Крозье. Усилия «Французских единомышленников» в атаке поддерживали форварды-силовики Крэйг Рэмзи, Дон Люк, а также защитники Джим Сконфилд и Билл Хайт.
В сезоне 1974/75 молодая команда закончила регулярный чемпионат с результатом 49 побед, 15 ничьих, 16 поражений. Эти цифры и по сей день остаются лучшими в истории «Баффало». В плей-офф того года «Клинки» выбили в первом раунде «Чикаго», во втором обыграли «Монреаль» и вышли в финал на «Филадельфию». Но «Филадельфия» справилась с «Клинками» за шесть матчей.
4 января 1976 года «Клинки» принимали московскую команду «Крылья Советов». «Сэйбрз» обыграли советских хоккеистов со счетом 12:6, что стало самым крупным поражением для советских хоккеистов в истории клубного противостояния североамериканской и советской школ.
«Баффало Сэйбрз» играли с советскими командами шесть раз. Четырежды «Клинки» победили, дважды проиграли. Разница шайб — 36 против 26 в пользу «Сэйбрз». Кроме победы над «Крылышками», «Клинки» разгромно обыграли ЦСКА со счетом 6:1. В 1989 году «Баффало» ещё раз обыграл ЦСКА со счётом 6:5, забив решающий гол в овертайме.
В 1979 году главным тренером «Клинков» стал Скотти Боумен. Уже в первый год тренерской работы в «Баффало» Боумен вывел своих подопечных в финал конференции Уэльса, где «Клинки» в шести встречах проиграли будущему чемпиону — «Нью-Йорк Айлендерс». Скотти провел как тренер с «Баффало» 404 матча, за которые одержал 210 побед при 60 ничьих и всего 134 поражениях. Именно Боумен омолодил состав «Клинков» и привлек в него таких будущих звёзд, как Майк Рэмзи, Фил Хаусли, Майк Фолиньо, Дэйв Андрейчук, голкипер Том Баррассо.
В начале 1980 Робера и Мартена обменяли в другие команды.
Марта 1986 года Жильбер Перро забил 500-й гол за карьеру, став 12-м игроком в истории НХЛ, достигшим подобного показателя. Всего же за 17-летнюю карьеру в лиге Перро забил 512 голов и набрал 1326 очков. В 1990 году его выбрали в Зал Славы. Однако Кубка Стэнли Жильбер так и не выиграл.
В 1991 году директором по хоккейным операциям «Баффало» был назначен Джон Маклер — пятикратный обладатель Кубка Стэнли. Чуть позже Маклер также стал главным тренером клуба. Он в октябре 1991 года выменял из «Айлендерс» Пэта Лафонтейна. Лафонтэн в связке с Александром Могильным, который в 1989 совершил побег из ЦСКА, транзитом через Швецию оказавшись в Баффало, за сезон 1992/93 забили на пару 129 голов. Причем, 76 шайб Могильного позволили ему стать лучшим снайпером лиги, разделив первое место с Теему Селянне. В том же сезоне «Баффало» обыграл в первом раунде плей-офф «Бостон Брюинз». Для «Клинков» это была первая выигранная кубковая серия за последние десять лет.
В 1994 году «Клинки» дошли до четвертьфинала Восточной конференции, где уступили «Нью-Джерси Девилз» по сумме семи встреч. Шестая игра серии состояла из трех основных периодов и четырёх дополнительных. «Клинки» благодаря голу Дэйва Хэннэна победили 1:0, а Доминик Гашек сделал 70 «сэйвов» и довел свою «сухую» кубковую серию до 125 минут и 43 секунд.
Весной 1996 года умер один из основателей «Баффало» — Сеймур Нокс III. В сезоне 1996/97 «Клинки» сменили цвета формы — с сине-золотого на черно-красный. Тогда же «Баффало» переехало на новую арену — с «Мемориал Аудиториум» на «HSBC Арену». Команда заняла первое место в Северо-восточном дивизионе. Это был первый подобный титул «Клинков» с 1981 года, когда клуб выиграл дивизион Адамс. Голкипер Доминик Гашек получил «Харт Трофи». Впервые с 1962 года титул «Лучший игрок сезона» дали вратарю. Тогда же «Доминатор» получил «Везину Трофи» (лучший вратарь сезона) — третью за последние четыре года. 23-летний центр Майкл Пека стал лучшим форвардом оборонительного плана. Только он и Крэйг Рэмзи выигрывали этот индивидуальный трофей для «Баффало». Тед Нолан был признан лучшим тренером года, за что и получил «Джек Адамс Эворд».
В межсезонье у «Баффало» появился новый тренер — Линди Рафф.
В дебютном сезоне Рафф вывел своих подопечных в финал Восточной конференции, где «Баффало» проиграл «Вашингтону» в шести матчах. Гашек по итогам сезона в четвёртый раз получил «Везину» и стал первым голкипером в истории лиги, который выиграл два «Харт Трофи» подряд.
В июле 1998 умер второй из братьев Ноксов — Норсруп. Незадолго до смерти Нокс продал «Баффало» Джону, Тиму, Майклу и Джеймсу Ригасам — боссам «Адельфия Кэйбл Коммуникэйшнс».
В сезоне 1998/99 «Клинки» снова играли в финале Восточной конференции. Они победили «Торонто» со счетом 4–1 и во второй раз в клубной истории вышли в финал плей-офф. Их соперником был «Даллас». Обе команды играли с акцентом на оборону. С учётом того, что ворота команд защищали Бельфор и Гашек, голов в серии было забито немного. В шестом матче при счете 3:2 техасские «Звёзды» одержали решающую победу. «Золотой» гол забил Бретт Халл. Шайбу Халл-младший забросил из площади ворот, но гол был засчитан, и «Даллас» стал чемпионом.
Сезон 1999/2000 стал для «Баффало» юбилейным, тридцатым в НХЛ.
«Клинки» одержали 46 побед в сезоне 2000/01, пропустили меньше всех голов в НХЛ. Лучшим бомбардиром команды стал словак Мирослав Шатан. Ветеран Дэйв Андрейчук, который вернулся в «Баффало», забил 20 голов, 8 из них — в большинстве. По итогам сезона Гашека в шестой раз признали лучшим голкипером лиги. За сезон он одержал 34 победы (при 4 ничьих и 24 поражениях), в среднем пропускал 2,11 шайбы за матч и 11 раз сыграл «на ноль». В тот год «Клинки» разгромили в плей-офф «Филадельфию», но во втором раунде «Баффало» уступил «Питтсбургу».
После этого сезона команду покинул Гашек, перешедший в «Детройт Ред Уингз», а до локаута 2004 года «Сэйбрз» 3 года подряд не попадали в плей-офф. Команду покинули Шатан и защитник Алексей Житник, отыгравшие в клубе более 8 сезонов.
В сезоне 2005/06 «Баффало» вышел в плей-офф и, обыграв поочерёдно «Филадельфию» и «Оттаву», вышел в финал Восточной конференции. В серии «Клинки» уступили в 7 матчах будущему обладателю Кубка Стэнли — «Каролине Харрикейнз». Линди Рафф был выбран «Лучшим тренером года», а лучшим бомбардиром команды стал Максим Афиногенов, набравший 73 очка. Также в команде начал блистать Райан Миллер, ставший основным голкипером команды. В межсезонье команда сменила форму и эмблему.
В следующем сезоне 2006/07 команда впервые в своей истории стала обладателем Президентского кубка, выиграв регулярный чемпионат. Лидерами команды в атаке стали Даниэль Бриер, Томас Ванек и Афиногенов. Также лучший сезон в карьере провел Крис Друри, а Джейсон Помминвиль и Дерек Рой освоились в НХЛ. В плей-офф «Баффало» вновь дошёл до финала Восточной конференции, в котором встретился с «Оттавой» во главе с Даниэлем Альфредссоном. Уступив в первых трёх матчах серии, «Сэйбрз» выиграли 4-й, но уступили серию со счётом 1–4. 
Летом клуб покинули Бриер и Друри и 2 года подряд «Баффало» не попадал в плей-офф.
В сезоне 2009/10 «Клинки» вернулись в плей-офф, выиграв Северо-восточный дивизион, но в матчах на вылет в первом же раунде в 6 матчах уступили «Бостон Брюинз». При этом Райан Миллер получил «Везина Трофи», а защитник Тайлер Майерс – «Колдер Трофи».
В сезоне 2010/11 «Сэйбрз» вновь вышли в плей-офф Кубка Стэнли, но опять в первом раунде были повержены «Филадельфией» в 7 встречах. После этого «Баффало» трижды за 8 лет становился худшим клубом НХЛ, ни разу за это время не выйдя в плей-офф. На драфте 2013 года под 8-м номером был выбран защитник Расмус Ристолайнен, ставший лидером защиты, на драфтах 2014 и 2015 года под вторыми номерами были выбраны Сэм Райнхарт и Джек Айкел.
В 2011 году после ликвидации активов своей газовой компании East Resources Тэрри Пегула через Pegula Sports and Entertainment приобрел «Баффало Сейбрз» и «Баффало Бэндитс» у Тома Голисано и Ларри Куинна, выкупив за 189 млн долл. холдинговую компанию Hockey Western New York, LLC. 17 мая 2011 года за $5 млн. был приобретён хоккейный клуб «Рочестер Американс» из АХЛ у Rochester Sports Group, 24 июня команда стала фарм-клубом «Сейбрз».

## Статистика сезонов
| Сезон   | Игр                              | В                                | Н                                | П                                | ПО                               | ШЗ                               | ШП                               | Очков                            | Плей-офф                         |
| ------- | -------------------------------- | -------------------------------- | -------------------------------- | -------------------------------- | -------------------------------- | -------------------------------- | -------------------------------- | -------------------------------- | -------------------------------- |
| 1970-71 | 78                               | 24                               | 15                               | 39                               | —                                | 217                              | 291                              | 63                               | не играли                        |
| 1971-72 | 78                               | 16                               | 19                               | 43                               | —                                | 203                              | 289                              | 51                               | не играли                        |
| 1972-73 | 78                               | 37                               | 14                               | 27                               | —                                | 257                              | 219                              | 88                               | проиграли в 1-м раунде           |
| 1973-74 | 78                               | 32                               | 12                               | 34                               | —                                | 242                              | 250                              | 76                               | не играли                        |
| 1974-75 | 80                               | 49                               | 15                               | 16                               | —                                | 354                              | 240                              | 113                              | проиграли в финале               |
| 1975-76 | 80                               | 46                               | 13                               | 21                               | —                                | 339                              | 240                              | 105                              | проиграли во 2-м раунде          |
| 1976-77 | 80                               | 48                               | 8                                | 24                               | —                                | 301                              | 220                              | 104                              | проиграли во 2-м раунде          |
| 1977-78 | 80                               | 44                               | 17                               | 19                               | —                                | 288                              | 215                              | 105                              | проиграли во 2-м раунде          |
| 1977-78 | 80                               | 44                               | 17                               | 19                               | —                                | 288                              | 215                              | 105                              | проиграли во 2-м раунде          |
| 1978-79 | 80                               | 36                               | 16                               | 28                               | —                                | 280                              | 263                              | 88                               | проиграли в 1-м раунде           |
| 1979-80 | 80                               | 47                               | 16                               | 17                               | —                                | 318                              | 201                              | 110                              | проиграли в 3-м раунде           |
| 1980-81 | 80                               | 39                               | 21                               | 20                               | —                                | 327                              | 250                              | 99                               | проиграли во 2-м раунде          |
| 1981-82 | 80                               | 39                               | 15                               | 26                               | —                                | 307                              | 273                              | 93                               | проиграли в 1-м раунде           |
| 1982-83 | 80                               | 38                               | 13                               | 29                               | —                                | 318                              | 285                              | 89                               | проиграли во 2-м раунде          |
| 1983-84 | 80                               | 48                               | 7                                | 25                               | —                                | 315                              | 257                              | 103                              | проиграли в 1-м раунде           |
| 1984-85 | 80                               | 38                               | 14                               | 28                               | —                                | 290                              | 237                              | 90                               | проиграли в 1-м раунде           |
| 1985-86 | 80                               | 37                               | 6                                | 37                               | —                                | 296                              | 291                              | 80                               | не играли                        |
| 1986-87 | 80                               | 28                               | 8                                | 44                               | —                                | 280                              | 308                              | 64                               | не играли                        |
| 1987-88 | 80                               | 37                               | 11                               | 32                               | —                                | 283                              | 305                              | 85                               | проиграли в 1-м раунде           |
| 1988-89 | 80                               | 38                               | 7                                | 35                               | —                                | 291                              | 299                              | 83                               | проиграли в 1-м раунде           |
| 1989-90 | 80                               | 45                               | 8                                | 27                               | —                                | 286                              | 248                              | 98                               | проиграли в 1-м раунде           |
| 1990-91 | 80                               | 31                               | 19                               | 30                               | —                                | 292                              | 278                              | 81                               | проиграли в 1-м раунде           |
| 1991-92 | 80                               | 31                               | 12                               | 37                               | —                                | 289                              | 299                              | 74                               | проиграли в 1-м раунде           |
| 1992-93 | 84                               | 38                               | 10                               | 36                               | —                                | 335                              | 297                              | 86                               | проиграли во 2-м раунде          |
| 1993-94 | 84                               | 43                               | 9                                | 32                               | —                                | 282                              | 218                              | 95                               | проиграли в 1-м раунде           |
| 1994-95 | 48                               | 22                               | 7                                | 19                               | —                                | 130                              | 119                              | 51                               | проиграли в 1-м раунде           |
| 1995-96 | 82                               | 33                               | 7                                | 42                               | —                                | 247                              | 262                              | 73                               | не играли                        |
| 1996-97 | 82                               | 40                               | 12                               | 30                               | —                                | 237                              | 208                              | 92                               | проиграли во 2-м раунде          |
| 1997-98 | 82                               | 36                               | 17                               | 29                               | —                                | 211                              | 187                              | 89                               | проиграли в 3-м раунде           |
| 1998-99 | 82                               | 37                               | 17                               | 28                               | —                                | 207                              | 175                              | 89                               | проиграли в финале               |
| 1999-00 | 82                               | 35                               | 11                               | 32                               | 4                                | 213                              | 204                              | 85                               | проиграли в 1-м раунде           |
| 2000-01 | 82                               | 46                               | 5                                | 30                               | 1                                | 218                              | 184                              | 98                               | проиграли во 2-м раунде          |
| 2001-02 | 82                               | 35                               | 11                               | 35                               | 1                                | 213                              | 200                              | 82                               | не играли                        |
| 2002-03 | 82                               | 27                               | 10                               | 37                               | 8                                | 190                              | 219                              | 72                               | не играли                        |
| 2003-04 | 82                               | 37                               | 7                                | 34                               | 4                                | 220                              | 221                              | 85                               | не играли                        |
| 2004-05 | Локаут — Чемпионат не проводился | Локаут — Чемпионат не проводился | Локаут — Чемпионат не проводился | Локаут — Чемпионат не проводился | Локаут — Чемпионат не проводился | Локаут — Чемпионат не проводился | Локаут — Чемпионат не проводился | Локаут — Чемпионат не проводился | Локаут — Чемпионат не проводился |
| 2005-06 | 82                               | 52                               | —                                | 24                               | 6                                | 281                              | 239                              | 110                              | проиграли в 3-м раунде           |
| 2006-07 | 82                               | 53                               | —                                | 22                               | 7                                | 308                              | 242                              | 113                              | проиграли в 3-м раунде           |
| 2007-08 | 82                               | 39                               | —                                | 31                               | 12                               | 255                              | 242                              | 90                               | не играли                        |
| 2008-09 | 82                               | 41                               | —                                | 32                               | 9                                | 250                              | 234                              | 91                               | не играли                        |
| 2009-10 | 82                               | 45                               | —                                | 27                               | 10                               | 235                              | 207                              | 100                              | проиграли в 1-м раунде           |
| 2010-11 | 82                               | 43                               | —                                | 29                               | 10                               | 245                              | 229                              | 96                               | проиграли в 1-м раунде           |
| 2011-12 | 82                               | 39                               | —                                | 32                               | 11                               | 218                              | 230                              | 89                               | не играли                        |
| 2012-13 | 48                               | 21                               | —                                | 21                               | 6                                | 125                              | 143                              | 48                               | не играли                        |
| 2013-14 | 82                               | 21                               | —                                | 51                               | 10                               | 157                              | 248                              | 52                               | не играли                        |
| 2014-15 | 82                               | 23                               | —                                | 51                               | 8                                | 163                              | 274                              | 54                               | не играли                        |
| 2015-16 | 82                               | 35                               | —                                | 36                               | 11                               | 201                              | 222                              | 81                               | не играли                        |
| 2016-17 | 82                               | 33                               | —                                | 37                               | 12                               | 201                              | 237                              | 78                               | не играли                        |
| 2017-18 | 82                               | 25                               | —                                | 45                               | 12                               | 199                              | 280                              | 62                               | не играли                        |
| 2018-19 | 82                               | 33                               | —                                | 39                               | 10                               | 226                              | 271                              | 76                               | не играли                        |
| 2019-20 | 69                               | 30                               | —                                | 31                               | 8                                | 195                              | 217                              | 68                               | не играли                        |
| 2020-21 | 56                               | 15                               | —                                | 34                               | 7                                | 138                              | 199                              | 37                               | не играли                        |
| 2021-22 | 82                               | 32                               | —                                | 39                               | 11                               | 232                              | 290                              | 75                               | не играли                        |
| 2022-23 | 82                               | 42                               | —                                | 33                               | 7                                | 296                              | 300                              | 91                               | не играли                        |
| 2023-24 | 82                               | 39                               | —                                | 37                               | 6                                | 246                              | 244                              | 84                               | не играли                        |
| 2024-25 | 82                               | 36                               | —                                | 39                               | 7                                | 269                              | 289                              | 79                               | не играли                        |

## Команда

### Текущий состав
| №                         | Игрок                   | Страна                    | Хват    | Дата рождения              | Рост (см) | Вес (кг) | Средняя зарплата ($) | Контракт до |
| Вратари                   | Вратари                 | Вратари                   | Вратари | Вратари                    | Вратари   | Вратари  | Вратари              | Вратари     |
| ------------------------- | ----------------------- | ------------------------- | ------- | -------------------------- | --------- | -------- | -------------------- | ----------- |
| 1                         | Укко-Пекка Луукконен    | Финляндия                 | Левый   | 9 марта 1999 (26 лет)      | 193       | 86       | 4,750,000            | 2028/29     |
| 27                        | Девон Леви              | Канада                    | Левый   | 27 декабря 2001 (23 года)  | 183       | 86       | 812,500              | 2026/27     |
| 32                        | Феликс Сандстрём        | Швеция                    | Левый   | 12 января 1997 (28 лет)    | 188       | 87       | 775,000              | 2024/25     |
| 34                        | Алекс Лайон             | Соединённые Штаты Америки | Левый   | 9 декабря 1992 (32 года)   | 185       | 91       | 1,500,000            | 2026/27     |
| 47                        | Джеймс Раймер           | Канада                    | Левый   | 15 марта 1988 (37 лет)     | 188       | 98       | 1,000,000            | 2024/25     |
| Защитники                 |                         |                           |         |                            |           |          |                      |             |
| 4                         | Боуэн Байрэм            | Канада                    | Левый   | 13 июня 2001 (24 года)     | 185       | 88       | 6,250,000            | 2026/27     |
| 5                         | Майкл Кесселринг        | Соединённые Штаты Америки | Правый  | 13 января 2000 (25 лет)    | 193       | 86       | 1,400,000            | 2025/26     |
| 6                         | Зак Джонс               | Соединённые Штаты Америки | Левый   | 18 октября 2000 (24 года)  | 178       | 80       | 900,000              | 2025/26     |
| 20                        | Конор Тимминс           | Канада                    | Правый  | 18 сентября 1998 (26 лет)  | 188       | 84       | 2,200,000            | 2026/27     |
| 23                        | Маттиас Самуэльссон — А | Соединённые Штаты Америки | Левый   | 14 марта 2000 (25 лет)     | 193       | 99       | 4,285,714            | 2029/30     |
| 25                        | Оуэн Пауэр              | Канада                    | Левый   | 22 ноября 2002 (22 года)   | 198       | 97       | 8,350,000            | 2030/31     |
| 26                        | Расмус Далин — К        | Швеция                    | Левый   | 13 апреля 2000 (25 лет)    | 191       | 84       | 11,000,000           | 2031/32     |
| 33                        | Райан Джонсон           | Соединённые Штаты Америки | Левый   | 24 июля 2001 (24 года)     | 183       | 77       | 775,000              | 2027/28     |
| 78                        | Джейкоб Брайсон         | Канада                    | Левый   | 18 ноября 1997 (27 лет)    | 175       | 84       | 900,000              | 2025/26     |
| Левые крайние нападающие  |                         |                           |         |                            |           |          |                      |             |
| 9                         | Зак Бенсон              | Канада                    | Левый   | 12 мая 2005 (20 лет)       | 178       | 72       | 950,000              | 2025/26     |
| 12                        | Джордан Гринуэй         | Соединённые Штаты Америки | Левый   | 16 февраля 1997 (28 лет)   | 197       | 103      | 4,000,000            | 2026/27     |
| 17                        | Джейсон Цукер           | Соединённые Штаты Америки | Левый   | 16 января 1992 (33 года)   | 180       | 85       | 4,750,000            | 2026/27     |
| 29                        | Бек Маленстин           | Канада                    | Левый   | 4 февраля 1998 (27 лет)    | 188       | 88       | 1,350,000            | 2025/26     |
| 57                        | Бретт Мюррей            | Канада                    | Левый   | 20 июля 1998 (27 лет)      | 193       | 98       | 775,000              | 2024/25     |
| Центрфорварды             |                         |                           |         |                            |           |          |                      |             |
| 13                        | Джош Норрис             | Соединённые Штаты Америки | Левый   | 5 мая 1999 (26 лет)        | 188       | 87       | 7,950,000            | 2029/30     |
| 19                        | Пейтон Кребс            | Канада                    | Левый   | 26 января 2001 (24 года)   | 180       | 82       | 1,450,000            | 2025/26     |
| 20                        | Иржи Кулих              | Чехия                     | Левый   | 14 апреля 2004 (21 год)    | 182       | 78       | 918,333              | 2025/26     |
| 36                        | Ноа Эстлунд             | Швеция                    | Левый   | 10 марта 2004 (21 год)     | 181       | 79       | 886,666              | 2026/27     |
| 44                        | Джош Данн               | Соединённые Штаты Америки | Левый   | 8 декабря 1998 (26 лет)    | 193       | 95       | 775,000              | 2025/26     |
| 48                        | Тайсон Козак            | Канада                    | Левый   | 29 декабря 2002 (22 года)  | 180       | 78       | 775,000              | 2027/28     |
| 71                        | Райан Маклауд           | Канада                    | Левый   | 21 сентября 1999 (25 лет)  | 191       | 91       | 5,000,000            | 2028/29     |
| 72                        | Тэйдж Томпсон — А       | Соединённые Штаты Америки | Правый  | 30 октября 1997 (27 лет)   | 197       | 98       | 7,142,857            | 2029/30     |
| Правые крайние нападающие |                         |                           |         |                            |           |          |                      |             |
| -                         | Джастин Дэнфорт         | Канада                    | Правый  | 15 марта 1993 (32 года)    | 175       | 84       | 1,800,000            | 2026/27     |
| 18                        | Карсон Мейер            | Соединённые Штаты Америки | Правый  | 18 августа 1997 (27 лет)   | 180       | 82       | 775,000              | 2026/27     |
| 22                        | Джек Куинн              | Канада                    | Правый  | 19 сентября 2001 (23 года) | 183       | 80       | 3,375,000            | 2026/27     |
| 63                        | Исак Росен              | Швеция                    | Левый   | 15 марта 2003 (22 года)    | 180       | 72       | 894,167              | 2025/26     |
| 89                        | Алекс Так — А           | Соединённые Штаты Америки | Правый  | 10 мая 1996 (29 лет)       | 193       | 100      | 4,750,000            | 2025/26     |
| 91                        | Джош Доун               | Соединённые Штаты Америки | Правый  | 1 февраля 2002 (23 года)   | 185       | 83       | 925,000              | 2025/26     |

### Штаб
| Должность            | Имя           | Страна                    | Дата рождения             | В должности |
| -------------------- | ------------- | ------------------------- | ------------------------- | ----------- |
| Генеральный менеджер | Кевин Адамс   | Соединённые Штаты Америки | 8 октября 1974 (50 лет)   | с 2020 года |
| Главный тренер       | Линди Рафф    | Канада                    | 17 февраля 1960 (65 лет)  | с 2024 года |
| Помощник тренера     | Мэтт Эллис    | Канада                    | 31 августа 1981 (43 года) | с 2021 года |
| Помощник тренера     | Марти Уилфорд | Канада                    | 17 апреля 1977 (48 лет)   | с 2021 года |
| Помощник тренера     | Сет Апперт    | Соединённые Штаты Америки | 9 августа 1974 (50 лет)   | с 2024 года |
| Помощник тренера     | Майк Бэйлс    | Канада                    | 6 августа 1971 (53 года)  | с 2019 года |

### Неиспользуемые номера
- 2 — Тим Хортон, защитник (1972—1974). Выведен из обращения 15 января 1996 года.
- 7 — Рик Мартен, крайний нападающий (1971—1981). Выведен из обращения 15 ноября 1995 года.
- 11 — Жильбер Перро, центральный нападающий (1970—1986). Выведен из обращения 17 октября 1990 года.
- 14 — Рене Робер, крайний нападающий (1972—1979). Выведен из обращения 15 ноября 1995 года.
- 16 — Пэт Лафонтейн, центральный нападающий (1991—1997). Выведен из обращения 3 марта 2006 года.
- 18 — Дэнни Гэйр, крайний нападающий (1974—1981). Выведен из обращения 22 ноября 2005 года.
- 30 — Райан Миллер, вратарь (2002—2014). Выведен из обращения 19 января 2023 года[7].
- 39 — Доминик Гашек, вратарь (1992—2001). Выведен из обращения 13 января 2015 года[8].

## Индивидуальные рекорды
- Наибольшее количество очков за сезон: Пэт Лафонтейн (1992/93) — 148 (53+95)
- Наибольшее количество очков, голов и передач в регулярных чемпионатах: Жильбер Перро (1970—87) — 1326 (512+814)
- Наибольшее количество заброшенных шайб за сезон: Александр Могильный (1992/93) — 76
- Наибольшее количество победных шайб за сезон: Дэнни Гэйр[англ.] (1979/80) и Александр Могильный (1992/93) — 11
- Наибольшее количество результативных передач за сезон: Пэт Лафонтейн (1992/93) — 95
- Наибольшее количество штрафных минут за сезон: Роб Рэй[англ.] (1991/92) — 354
- Наибольшее количество штрафных минут в регулярных чемпионатах: Роб Рэй[англ.] (1989—2003) — 3189
- Наибольшее количество очков, набранных защитником за один сезон: Фил Хаусли (1989/90) — 81 (21+60)
- Наибольшее количество «сухих» игр за один сезон: Доминик Гашек (1997/98) — 13
- Наибольшее количество сезонов проведенных в команде: Жильбер Перро (1970—87) — 17